# Gaylord, Minnesota
Gaylord är administrativ huvudort i Sibley County i Minnesota. Vid 2010 års folkräkning hade Gaylord 2 305 invånare.